# Denis Jančo
Denis Jančo (* 1. srpna 1997, Trenčín) je slovenský fotbalový záložník a mládežnický reprezentant, hráč klubu FK AS Trenčín.

## Klubová kariéra
Rodák z obce Zamarovce Denis Jančo je odchovanec nedalekého klubu FK AS Trenčín.
V 1. slovenské lize debutoval 26. 9. 2015 pod trenérem Martinem Ševelou proti týmu MFK Skalica (výhra 3:0). Premiérový gól ve Fortuna lize vstřelil ve svém třetím zápase 24. října 2015 proti FC ViOn Zlaté Moravce (výhra 4:1). Jančo v utkání otevíral skóre v 11. minutě.

## Reprezentační kariéra
Denis Jančo nastupoval za slovenské mládežnické reprezentace do 18 a 19 let.